# Beaufin
Beaufin är en kommun i departementet Isère i regionen Auvergne-Rhône-Alpes i sydöstra Frankrike. Kommunen ligger i kantonen Corps som tillhör arrondissementet Grenoble. År 2022 hade Beaufin 20 invånare.

## Befolkningsutveckling
Antalet invånare i kommunen Beaufin
Referens:INSEE